# پیاسکی پی‌وی-۲
پیاسکی پی‌وی-۲ (به انگلیسی: Piasecki PV-2) یک بالگرد متعارف بود که به دست فرانک پیاسکی طراحی شد. شهرت این بالگرد از آنجاست که دومین بالگردی بود که در آسمان ایالات متحده پرواز کرد. پی‌وی-۲ برای نخستین بار در ۱۱ آوریل ۱۹۴۳ پرواز کرد که برای نمایش فناوری‌های جدید همانند روتور بالانس‌شونده بصورت دینامیکی، پروانه (بالگرد) کاملاً هدایت شونده بوسیلهٔ سکان و اهرم و همچنین پروانهٔ دُم دارای لولای تنش‌زدا (tension torsion) بود. تنها نمونهٔ تولید شده از این بالگرد در موزه ملی هوافضای اسمیتسونین در معرض نمایش است.

## مشخصات
داده‌ها از History - single rotor helicopters: PV-2
ویژگی‌های عمومی
- خدمه: ۱
- ظرفیت: ۲
- طول: ۲۱ فوت ۶ اینچ (۶٫۵۵ متر) کل بدنهٔ بالگرد
- بیشترین وزن برخاست: ۱٬۰۰۰ پوند (۴۵۴ کیلوگرم)
- پیشرانه: ۱ عدد چهارسیلندر افقی پیستونی Franklin 4AC-۱۹۹, ۹۰ اسب بخار (۶۷ کیلووات)   at 2,500 rpm[۴]
- قطر روتور اصلی:  ۲۴ فوت ۱۱ اینچ (۷٫۶ متر)
- مساحت روتور اصلی: ۴۸۸٫۴ فوت مربع (۴۵٫۳۷ متر مربع) * Blade section: NACA 0012[۵]

عملکرد
- حداکثر سرعت: ۱۰۰ مایل بر ساعت (۱۶۰ کیلومتر بر ساعت، ۸۷ گره)
- بُرد: ۱۵۰ مایل (۲۴۰ کیلومتر، ۱۳۰ مایل دریایی)